# Onuncu Köy
Onuncu Köy (deutsch: Das zehnte Dorf) ist das vierte Studioalbum des türkischen Rappers Ceza. Es wurde am 19. Juni 2010 über das Label Esen Müzik veröffentlicht. Außerhalb der Türkei wurde das Album unter anderem auch in Deutschland vertrieben.

## Hintergrund & Inhalt
Das Album wurde im Erekli Studio in eineinhalb Monaten aufgenommen. Der Großteil der Lieder wurde von Roka produziert. Das Mastering wurde vom Deutschen Tom Meyer durchgeführt.
Sämtliche Texte wurden von Ceza geschrieben. Auf dem Album sind keine Gastbeiträge anderer Musiker oder Rapper vorhanden, lediglich auf dem Song Eğer Beni Görürsen wird der Refrain von Elif Çağlar Muslu gesungen, die jedoch nicht als offizielles Feature aufgeführt wird. Das Intro und das Outro sind instrumental, außerdem wurden auf dem Album mehr als 2000 verschiedene Wörter gebraucht. Aus dem Album wurde Bir Minik Mikrofon als Single veröffentlicht.

## Titelliste
| #   | Titel              | Produzent                                 | Länge |
| --- | ------------------ | ----------------------------------------- | ----- |
| 1.  | Kapı               | Roka                                      | 2:11  |
| 2.  | Kim Bilir          | Da Poet                                   | 4:11  |
| 3.  | Bir Minik Mikrofon | Moralpartre                               | 4:46  |
| 4.  | Eğer Beni Görürsen | Roka                                      | 3:54  |
| 5.  | Onuncu Köy         | Da Poet                                   | 4:19  |
| 6.  | Evinden Uzakta     | Criss Tonino, Luigi Larona, Fotios Stefos | 4:07  |
| 7.  | Terzi              | Roka                                      | 4:38  |
| 8.  | Battle Edebiyatı   | Roka                                      | 4:40  |
| 9.  | Dünden Ne Kaldı    | Yusuf Köybaşı                             | 4:22  |
| 10. | Kendi Kendine      | Holla Back Productions, Fotios Stefos     | 4:29  |
| 11. | Bir Var Bir Yok    | Taner Kalak, Fotios Stefos                | 4:39  |
| 12. | Çivi Gibi Çak      | Roka                                      | 4:04  |
| 13. | Dünya Dönüyor      | Yusuf Köybaşı                             | 4:37  |
| 14. | Al Senin Olsun     | Moralpartre                               | 4:21  |
| 15. | Outro              | Roka                                      | 2:00  |

## Besetzung
- Executive Producer: Oktay Bakırcıoğlu
- Manager: Muratcan Terzi
- Studio: Erekli
- Aufnahme: Deniz Doğançay
- Rap & Gesang: Ceza
- Abmischung: Alper Gemici
- Mastering: Tom Meyer
- Fotograf: Mehmet Turgut
- Coverdesign: Buğra Atıcı